# Strzelectwo na Igrzyskach Śródziemnomorskich 1959
Zawody strzeleckie na Igrzyskach Śródziemnomorskich 1959 odbyły się w październiku w Bejrucie.

## Tabela medalowa
| Poz. | Państwo                       |   |   |   | Razem: |
| ---- | ----------------------------- | - | - | - | ------ |
| 1    | Jugosławia                    | 4 | 1 | 6 | 11     |
| 2    | Francja                       | 2 | 4 | 0 | 6      |
| 3    | Grecja                        | 1 | 2 | 2 | 5      |
| 4    | Zjednoczona Republika Arabska | 1 | 1 | 0 | 2      |
| 5    | Hiszpania                     | 1 | 0 | 0 | 1      |
| 6    | Liban                         | 0 | 1 | 1 | 1      |
| Poz. | Razem:                        | 9 | 9 | 9 | 27     |

## Wyniki
| konkurencja                         | złoto                           | złoto    | srebro                                           | srebro   | brąz                          | brąz     |
| ----------------------------------- | ------------------------------- | -------- | ------------------------------------------------ | -------- | ----------------------------- | -------- |
| Pistolet szybkostrzelny, 25 m       | Jean Renaux · Francja           | 579 pkt  | Alkiwiadis Papajeorgopulos · Grecja              | 566 pkt  | Georgios Marmaridis · Grecja  | 564 pkt  |
| Pistolet dowolny, 50 m              | Angel Leon Gozalo · Hiszpania   | 552 pkt  | Serge Hubert · Francja                           | 531 pkt  | Eduard Delorenzo · Jugosławia | 528 pkt  |
| Karabin dowolny, trzy pozycje, 50 m | Georges Wahler · Francja        | 1105 pkt | Branko Loncar · Jugosławia                       | 1103 pkt | Bojan Stojanovic · Jugosławia | 1094 pkt |
| Karabin dowolny stojąc, 50 m        | Joze Cuk · Jugosławia           | 342 pkt  | Georges Wahler · Francja                         | 340 pkt  | Bojan Stojanovic · Jugosławia | 337 pkt  |
| Karabin dowolny klęcząc, 50 m       | Branco Loncar · Jugosławia      | 377 pkt  | Georges Wahler · Francja                         | 374 pkt  | Bojan Stojanovic · Jugosławia | 373 pkt  |
| Karabin dowolny leżąc, 50 m         | Branko Loncar · Jugosławia      | 391 pkt  | Georges Wahler · Francja                         | 391 pkt  | Joze Cuk · Jugosławia         | 387 pkt  |
| Trap                                | Joze Cuk · Jugosławia           | 580 pkt  | Dimitrios Lafazanis · Grecja                     | 580 pkt  | Branco Loncar · Jugosławia    | 576 pkt  |
| Trap olimpijski                     | Georgios Pangalos · Grecja      | 193 pkt  | Mohamed Badraoui · Zjednoczona Republika Arabska | 192 pkt  | Aref Diab · Liban             | 191 pkt  |
| Trap drużynowo                      | Zjednoczona Republika Arabska · | 753 pkt  | Liban ·                                          | 751 pkt  | Grecja ·                      | 738 pkt  |